# 門利弗盧山
46°33′4.7″N 7°32′47.7″E / 46.551306°N 7.546583°E
門利弗盧山（Männlifluh），是瑞士的一座山峰，位於該國中西部，由伯恩州負責管轄，屬於伯爾尼山的一部分，處於阿德爾博登附近，海拔高度2,652米，每年平均降雨量1,703毫米。